# 미군 장갑차에 의한 중학생 압사 사건
미군 장갑차에 의한 중학생 압사 사건 혹은 양주 국도 사건(영어: Yangju highway incident)은 2002년 6월 13일 당시 조양중학교 2학년이던 신효순, 심미선이 경기도 양주군 광적면 효촌리 소재 국가지원지방도 제56호선에서 갓길을 걷다 주한 미군 미 보병 2사단 대대 전투력 훈련을 위해 이동 중이던 부교 운반용 장갑차에 깔려 현장에서 숨진 사건이다. 양주 훈련 사고(영어: Yangju training accident) 혹은 국가지원지방도 제56호선 사건(영어: Highway 56 Accident)으로도 알려져있다.

## 사건 발생과 진행
2002년 6월 13일은 목요일이며 지방자치단체장 선거가 있는 날이었다. 광적면 효촌2리에 살고 있던 신효순(1988년생, 여)과 심미선(1988년생, 여)은 국도를 따라 언덕을 넘어 덕도리 쪽으로 300m만 가면 있는 친구(김다희)가 사는 초가집이라는 이름의 식당에 모여 의정부시에 놀러가기로 하였다.
학생들은 졸업생이 10명(남학생 4명, 여학생 6명)에 불과한 효촌초등학교를 2001년에 졸업한 동창으로, 다음날(6월 14일)은 효순 양의 생일이기도 해서 여학생 다섯 명이 모이기로 약속했었다.
사고가 난 길은 편도 1차로(폭 3.3m)에 불과한 지방도이며, 현장은 법원리(서쪽)와 덕도리(동쪽) 사이의 골짜기로 급경사에 곡각지로 남쪽은 산을 깎아 도로를 만들어 별도 인도가 없어 차가 온다면 사람이 피할 곳이 없는 길이다.
서쪽의 법원리에서 한참 내리막을 달려오던 차가 마을 앞에서 갑자기 도로 사정이 바뀌어 오르막이 시작되는데 오른 쪽(남쪽)으로는 산을 끼고 휘어져 올라간다.
이날 오전 10시 30분 경 두 여학생은 마을을 나와 친구 집으로 길을 따라 올라가고 있었다. 그 뒤에서는 주한 미군 미 보병 2사단 44 공병대대 소속 부교 운반용 장갑차가 법원리 쪽에서 내려와 약간 왼쪽으로 틀어 막 언덕으로 올라오고 있었다. 차량 행렬은 선두 안내차량 1대, 병력 수송 장갑차, 그 뒤로 사고 차량, 일반 공병궤도 차량 3대, 후미 안내 차량 1대였다. 이때 맞은편에서 M2/M3 브래들리 기갑 전투 차량 5대가 덕도리에서 무건리 훈련장으로 오고 있었다.
사고가 난 도로의 폭은 3.3m 정도인데 반해 사고 차량의 폭은 3.65m다. 사고 차량이 중앙선을 침범하지 않으려면 갓길을 걷고 있던 학생을 치지 않을 수 없다.
사고가 난 도로는 인도도 따로 없는 편도 1차선의 좁은 도로로, 주민들은 평소 갓길을 인도삼아 통행해 왔다. 2002년 6월 13일 사고가 난 이후 유족들은 "당시 사고 차량의 너비가 도로 폭보다 넓은 데다 마주 오던 차량과 무리하게 교행을 시도했다는 점에서 이번 사고는 이미 예견된 살인 행위였다."라고 주장했다.
미군 당국은 사고 당일 미8군 사령관의 유감의 뜻을 전하고, 다음날인 6월 14일에는 미 보병 2사단 참모장 등이 분향소를 직접 방문해 문상하고, 피해 유가족에게 각각 위로금 100만원을 전달하는 등 사고 수습에 나섰다. 미군 측은 15일 장례식을 치르면 사단장과 면담할 수 있도록 하겠다고 약속했으나 장례식을 마친 후 미군 측은 번역상의 실수를 이유로 면담 약속을 파기하였다.
| 추모비와 현장에서 법원리 방향 국도 모습(추모비 부근 인도는 사고 이후에 만들어졌다.) |
| ----------------------------------------------------------------------------------- |
| 대체 글자= · 대체 글자= · 대체 글자=                                                |

## 이후의 처리 과정
미군 당국은 7월 3일 운전병과 관제병을 과실치사죄로 미 군사법원에 기소하는 한편, 라포트 주한 미군 사령관의 사과를 전했다. 그와 별도로 대한민국 검찰도 관련 미군에 대해 자체 조사를 벌이기로 했다. 이는 유족들이 6월 28일 차량 운전병과 관제병, 미2사단장 등 미군 책임자 6명을 업무상 과실치사 혐의로 의정부지청에 고소하고, 미측의 재판권 포기를 요청한 데 따른 것이다. 하지만 미군 측은 신변 위협을 이유로 검찰의 소환조사에 응하지 않았다. 법무부는 7월 10일, 사상 처음으로 미측에 재판권 포기 요청서를 보냈다. 그러나 8월 7일 미군 당국은 “동 사고가 공무 중에 일어난 사고이기에 재판권이 미국에 있으며, 이제껏 미국이 1차적 재판권을 포기한 전례가 없다.”라는 이유를 들어 재판권 포기를 거부했다.
이후 11월 18일부터 11월 23일까지 동두천 캠프 케이시 내 미 군사법정에서 열린 군사재판에서 배심원단은 기소된 미군 2명 모두에게 공무를 행하던 중 발생한 과실사고임을 근거로 무죄(not guilty) 평결을 내렸다. 그 후 미군은 무죄 평결이 있은 지 5일 만인 11월 27일 사죄 성명을 발표하였다.
한편 반미시위가 계속 이어지면서 미국의 고위 관리들이 직간접적으로 사죄하였고 조지 워커 부시 대통령은 유감을 표명하였다.

## 경과
- 2002년 6월 13일 - 중학생이던 신효순, 심미선이 양주시 광적면 효촌리 소재 56번 지방도에서 갓길을 걷다 주한 미군 미 보병 2사단의 M88 장갑차에 깔려 사망
- 2002년 6월 14일 - 미 보병 2사단 참모장 등이 분향소를 직접 방문해 문상하고, 피해 유가족에게 각각 위로금 100만원 씩을 전달
- 2002년 6월 28일 - 캠프 하우즈 부대장 해롤드 대령 출국
- 2002년 7월 3일 - 장갑차 운전병과 관제병을 과실치사죄로 미 군사법원에 기소
- 2002년 7월 10일 - 대한민국 법무부는 사상 처음으로 미국 측에 재판권 포기 요청서를 보냄
- 사고 현장에 추모비 건립.

사건 발생 10년 후, 미선 양의 아버지는 "사고를 낸 미군도 이젠 편히 지내길 바란다"라고 말했다. 심 씨는 "단순한 사고라고 생각하는데 (미군이) 애들이 미워서 낸 게 아니지 않나"라며 "얼굴도 모르지만 그 미군들도 이젠 마음의 짐을 덜고 편하게 살았으면 좋겠다"라고 말했다. 효순 양의 부친 신현수 씨(58)도 사실상 마찬가지 생각일 것이라고 전했다.
2012년 5월 이명박 정부 시절, 한미는 주한미군지위협정(SOFA)에 대한 개정에 합의하고 범죄 피의자인 미군 관계자의 신병을 기소 전에 한국 당국에 인도할 수 있도록 협정 운용을 개정하기로 합의했다.

## 같이 보기
| - 공용의 M88 장갑차 사진 - 대한민국의 미국 육군 시설 목록 - 주한미군지위협정 - 미국 8군 - 미국 2 보병사단 | - 대한민국 국방부 - 국방개혁 2020 - 국방개혁 307계획 - 한국의 반미감정 - 윤금이 피살 사건 - 용산기지 |